# Dafydd Williams
Dafydd Rhys Williams (* 16. května 1954 Saskatoon, Saskatchewan, Kanada), původně lékař záchranné služby, byl v letech 1992–2008 jedním z kanadských astronautů. Uskutečnil dva krátkodobé kosmické lety, druhý na Mezinárodní vesmírnou stanici. Poprvé vzlétl do vesmíru roku 1998 v raketoplánu Columbia při letu STS-90, podruhé roku 2007 v raketoplánu Endeavour při misi STS-118. Kosmické lety trvaly celkem 28 dní, 15 hodin a 46 minut.

## Život

### Mládí, lékař
Dafydd Williams se narodil roku 1954 v Saskatoonu v kanadské provincii Saskatchewan, střední školu dokončil v Beaconsfieldu, městě v provincii Québec. Poté studoval na McGillově univerzitě v Montrealu, roku 1976 se stal bakalářem biologie, roku 1983 získal magisterské tituly z fyziologie (Master of Science), medicíny (Doctorate of Medicine) a chirurgie (Master of Surgery).
Od roku 1988 pracoval u rychlé lékařské pomoci v různých kanadských městech, naposledy jako vedoucí rychlé lékařské pomoci v Sunnybrooku a současně i asistující profesor na Torontské univerzitě.

### Astronaut
Přihlásila se do druhého kanadského náboru astronautů vyhlášeného Kanadskou kosmickou agenturou (CSA), prošel všemi koly výběru a 8. června 1992 se stal jedním ze čtveřice nových astronautů CSA. Vzápětí zahájil základní kosmonautický výcvik.
Roku 1994 se účastnil sedmidenní simulace kosmického letu v Torontu. V letech 1995–1996 absolvoval v Johnsonově vesmírném středisku v Houstonu společný výcvik s astronauty 15. náboru NASA, který završil ziskem kvalifikace letového specialisty raketoplánu. Poté zůstal v Johnsonově středisku (konkrétně v Payloads and Habitability Branch of the NASA Astronaut Office).
Byl vybrán do posádky letu STS-90 raketoplánu Columbia. Raketoplán k cestě do vesmíru odstartoval 17. dubna 1998. Astronauti se na oběžné dráze věnovali především experimentům v laboratoři Neurolab, zaměřených na zkoumání chování a práceschopnosti lidí v kosmu. Columbia přistála 3. května, v kosmu strávila 15 dní, 21 hodin a 50 minut.
V letech 1998–2002 byl v Johnsonově středisku zodpovědný za všechen lékařský a biologický výzkum. Byl prvním neameričanem, který v NASA dosáhl na vyšší manažerské pozici. V letech 2002 a 2006 se účastnil podmořských experimentů NEEMO organizovaného NASA.
V prosinci 2003 byl zařazen do posádky letu STS-118, naplánovaného na rok 2003. Po havárii raketoplánu Columbia byl let nadlouho odložen. Na oběžnou dráhu proto vzlétl až 8. srpna 2007 v raketoplánu Endeavour. Cílem mise byla doprava a montáž různých dílů Mezinárodní vesmírné stanice a experimenty v laboratoři SpaceHab. Během montážních prací podnikli astronauti čtyři výstupy do otevřeného vesmíru, Williams se účastnil tří z nich. V otevřeném vesmíru strávil celkem 17 hodin a 47 minut. Let trval 12 dní, 17 hodin a 56 minut, raketoplán přistál 21. srpna 2007.
K 1. březnu 2008 odešel z kanadského oddílu astronautů. Nastoupil na místo profesora medicíny na McMasterově univerzitě a vedoucího nově založeného Centra pro medicínskou robotiku na St. Joseph's Healthcare v Hamiltonu v Ontariu.
Dafydd Williams je ženatý, má syna a dceru.